# Małgorzata Jacyno
Małgorzata Dorota Jacyno – polska socjolożka, doktor habilitowany nauk humanistycznych, wykładowczyni Uniwersytetu Warszawskiego.
Małgorzata Jacyno studiowała na Katolickim Uniwersytecie Lubelskim (1985–1987) oraz Uniwersytecie Łódzkim (1987–1990). Od 1993 do 1994 przebywała w École des hautes études en sciences sociales w Paryżu. W 1995 uzyskała w Instytucie Filozofii i Socjologii PAN stopień doktora nauk humanistycznych w zakresie socjologii. W 2008 habilitowała się w zakresie socjologii na Wydziale Filozofii i Socjologii UW.
Jacyno pracuje w Zakładzie Socjologii Wsi i Miasta Instytutu Socjologii Uniwersytetu Warszawskiego, gdzie zajmuje się socjologią kultury. Pracowała także w Instytucie Filozofii i Socjologii Polskiej Akademii Nauk.
Promotorka dwóch doktoratów.

## Publikacje
- Małgorzata Jacyno, Kultura indywidualizmu, Warszawa : Wydawnictwo Naukowe PWN, 2007.
- Małgorzata Jacyno (red.), Przewodnik socjologiczny po Warszawie, Warszawa : Oficyna Naukowa : Uniwersytet Warszawski. Instytut Socjologii, 2016.
- Małgorzata Jacyno, Alicja Szulżycka, Dzieciństwo : doświadczenie bez świata, Warszawa : Oficyna Naukowa, 1999.
- Małgorzata Jacyno, Iluzje codzienności : o teorii socjologicznej Piere'a Bourdieu, Warszawa : Wydawnictwo Instytutu Filozofii i Socjologii PAN, 1997.